# Горована індійська
Горована індійська (Hypsipetes ganeesa) — вид горобцеподібних птахів родини бюльбюлевих (Pycnonotidae). Мешкає в Індії і на Шрі-Ланці. Раніше вважалася конспецифічною з гімалайською горованою.

## Підвиди
Виділяють два підвиди:
- H. g. humii (Whistler & Kinnear, 1932) — Шрі-Ланка;
- H. g. ganeesa Sykes, 1832 — північно-західна Індія.

## Поширення і екологія
Індійські горовани поширені на південно-західному узбережжі Індії, в горах Західних Гат і на Шрі-Ланці. Живуть в рівнинних і гірських тропічних лісах та на плантаціях. Зустрічаються на висоті від 1000 до 26000 м над рівнем моря.

## Поведінка
Гніздова активність індійських горован починається у лютому і досягає піку в травні. Інкубаційний період триває 12-13 днів, пташенята покидають гніздо на 11-12 день. Чорноплечі шуліки і змії птиаси можуть розоряти гнізда горован, чубаті яструби полюють на дорослих птахів.